# Limnebius furcatus
Limnebius furcatus är en skalbaggsart som beskrevs av Baudi 1872. Limnebius furcatus ingår i släktet Limnebius och familjen vattenbrynsbaggar. Inga underarter finns listade i Catalogue of Life.